# Rude Boy Records
Rude Boy Records ist ein deutsches Plattenlabel, das sowohl in der Produktion als auch im Vertrieb tätig ist.

## Geschichte
Das Label wurde zu Beginn der 1990er Jahre vom früheren Musikmanager und Songschreiber Andric Stanelle als ein eigenständiges Independent-Label gegründet. Rude Boy Records ging dabei unmittelbar aus dem Unternehmen Andric Stanelle Productions hervor.
In Zusammenarbeit mit dem Vertriebspartner BMG Ariola erschien am 5. August 1992 mit Big Illusion die erste Veröffentlichung des Labels und gleichzeitig das Labeldebüt der vier süddeutschen Hardrocker von Mason, die bei ihrem Erstlingswerk vom Bandmanager und Labelchef Andric Stanelle als Songschreiber unterstützt wurden. Besagtes Studioalbum wurde in der allgemeinen Musik- wie auch Fachpresse überwiegend positiv aufgenommen, was auch zu einem Auftritt im Londoner Marquee Club führte.
1993 veröffentlichte das Label mit der Single Stop The Racism die erste Veröffentlichung von Colours United. Zusammen mit den beiden Colours United Künstlern Dee Smoove und dem Advanced Chemistry Mitbegründer DJ Mike MD engagierte man sich vor dem Hintergrund zunehmender Fremdenfeindlichkeit auch im Rahmen der Kein Hass im wilden Süden-Aktion des früheren Stuttgarter Radiosenders SDR 3. Das Colours United Studioalbum You Talk 2 Much erschien Anfang 1995, sowohl auf CD wie auch auf Vinyl.
Im Jahr 1993 schlug Rude Boy Records auch den Weg ein in die elektronische Musik. Es erschien zunächst die Single Waited far too long b/w Torch! von Vincent Wilkie, später bekannt als lotte ohm, und von dessen früherer Musikband The Unexpected, gefolgt vom ersten Studioalbum der Band (A Pocketful of Truth). Mit Bambi’s Revenge folgte ein Jayzz- und Funk-lastiges Album der gleichnamigen Band, die heute als Bambees Revenge bekannt ist. Der Gitarrenspieler Jörg Lehnardt war zu jener Zeit Bestandteil der Gruppe und gehört schon seit seiner Zeit bei Blowbeat zu den großen Musikern seines Faches. So tourte er bereits 1999 drei Wochen lang durch die Volksrepublik China. Außerdem folgte er dem Ruf zum Dozenten an der Hochschule für Musik in Köln im Bereich Jazz-Gitarre und Combo.
Ein Jahr später sorgte das Label erneut für Schlagzeilen, als es das gemeinsame Album Rebellen der Kunst von den Rock & Roll Junkies und Konrad Kujau, dem Fälscher der Hitler-Tagebücher, veröffentlichte. Gegen Ende des Jahres 1995 folgte aufgrund interner Problemen die Stilllegung des Labelprojekts, weshalb das im November 1995 veröffentlichte Album Purify... von der Speyerer Metalband Scapegoat die bis dato letzte Veröffentlichung sein sollte.
Im Jahr 2005 wurde das Label jedoch wiederbelebt. Im Laufe dieser Zeit hat sich das Programm geändert, neue Künstler und Produzenten kamen hinzu. Inzwischen fokussiert sich Rude Boy Records überwiegend auf Underground Hip-Hop und Rap.

## Angeschlossene Plattenfirmen
Zur Unternehmensfamilie von Andric Stanelle Records gehören unter anderem: Andric Stanelle Productions (ASP), Rude Boy Records, Secoyah Records und Good Mood Records.

## Diskografie (Auswahl)

### Alben
- 1992: Mason – Big Illusion
- 1994: Vincent Wilkie & The Unexpected – A Pocketful of Truth
- 1994: Bambi’s Revenge – Bambi’s Revenge
- 1995: Colours United – You Talk 2 Much
- 1992: Mason – Inside Your Head
- 1995: Konrad Kujau – Rebellen der Kunst (mit Rock & Roll Junkies)
- 1995: Scapegoat – Purify...

### Singles
- 1992: Mason – Hard Life
- 1993: Vincent Wilkie & The Unexpected – Waited for Too Long b/w Torch!
- 1993: Colours United – Stop the Racism
- 1995: Colours United – Smoove Is The Name
- 1995: Frank Riley & The Boyz – Never Fall in Love Again
- 1995: Mason – Where Are You Now

### Mixtapes und Sonstiges
- 1993: Various – Kein Hass im wilden Süden 2 (Intercord Records)
- 2005: Various – Double Trouble Volume 1 (OnTheMix)